# Кампосанто

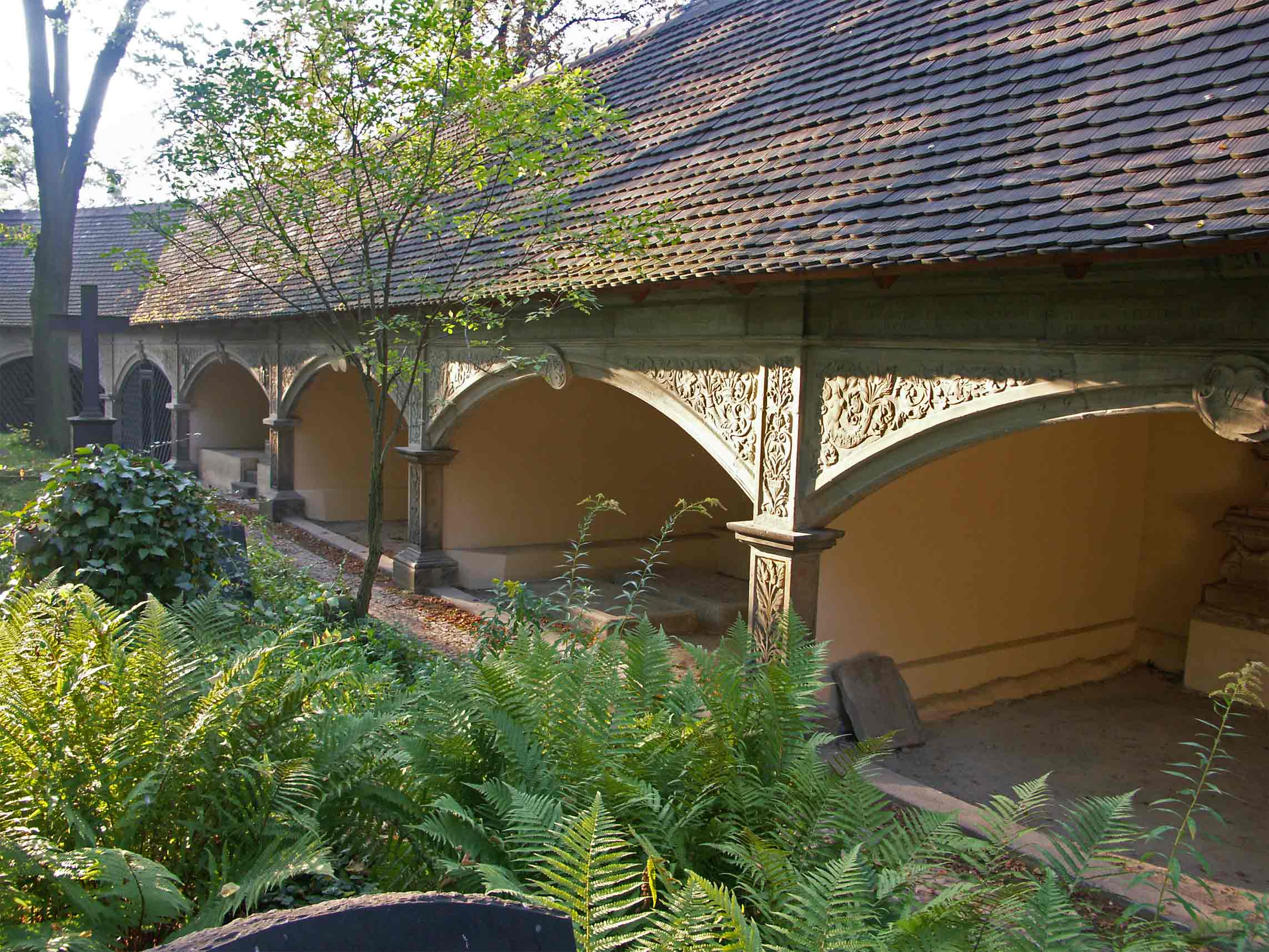
Кампосанто в Галле

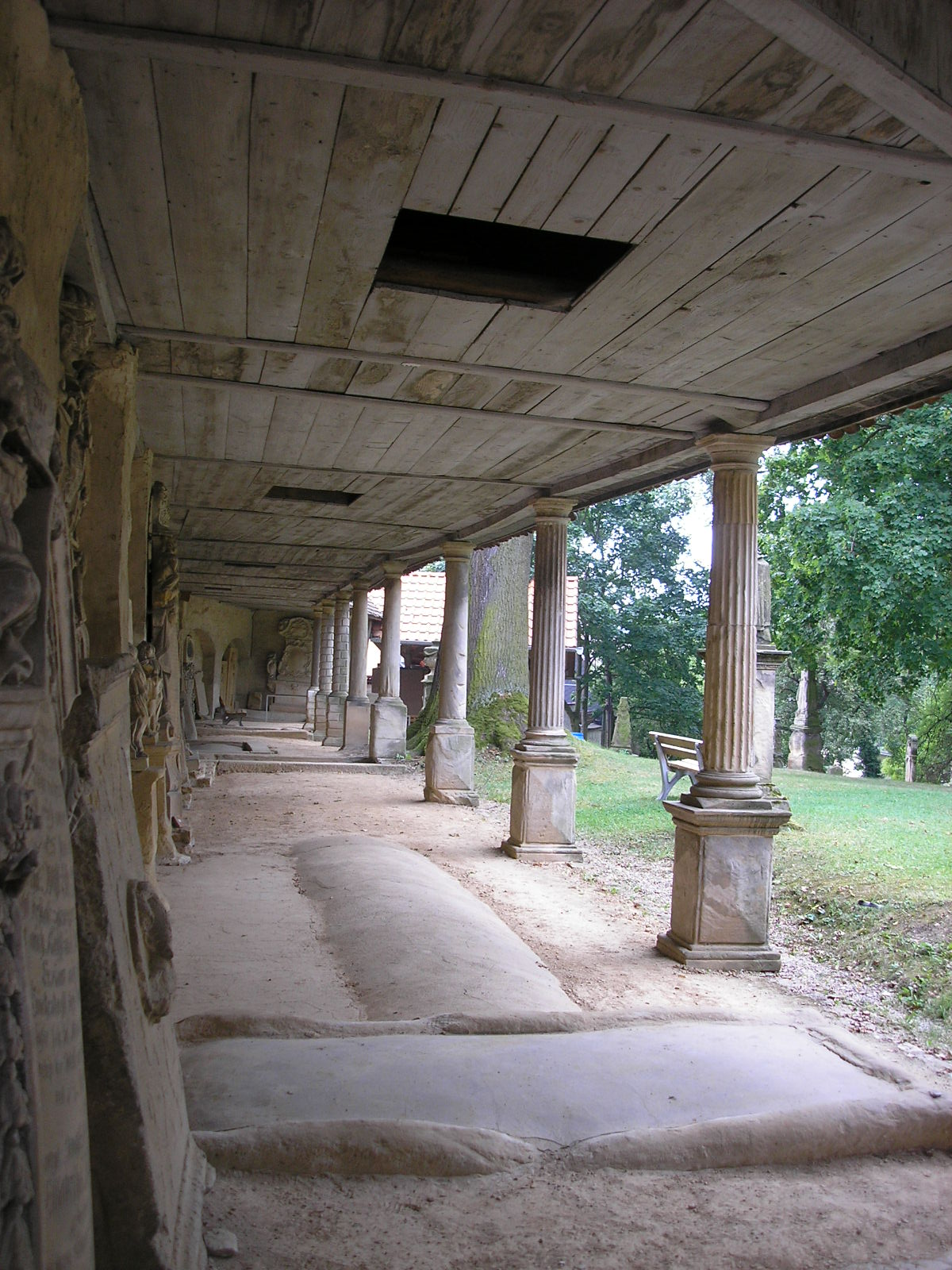
Кампосанто в Бутштадті

Кампосанто (італ. Camposanto — священне поле) — італійський термін для позначення кладовища, особливо його закритого типу, схожого на внутрішній двір, з аркою, яка веде досередини. Найвідомішим є Кампосанто Монументале поруч з кафедральним собором на П'яцца-дей-Міраколі в Пізі, побудований між 1278 і 1283 роками Джованні ді Сімоне і прикрашений фресками в XIV і XV століттях. Цей цвинтар зокрема послужив зразком для кладовища Себастьяна в Зальцбурзі (1595—1600 рр.).

## Короткий опис
Внаслідок Реформації кладовища такого типу були побудовані в XVI столітті, особливо в Середній Німеччині: Лейпциг (1536), Арнштадт (1537), Альтенбург (1552), Бюттштедт (1592), Айсфельд (1554), Айслебен (1538), Гера (1556), Галле (1594), Заальфельд (1553), Вейда (1564). За винятком міського кладовища в Галле, коронного кладовища в Айслебені та кладовища в Баттштадті, від них не збереглося нічого або лише окремі рештки. У своїй праці «Чи повинна людина тікати від смерті» (Ob man vor dem Sterben fliehen sollehen) реформатор Мартін Лютер дав пораду перенести кладовища подалі від церкви. Ці місця поховання стали називатися «Божим полями».
Відокремлення церкви від цвинтаря змінило і правову ситуацію. Відтепер місто, а не церква, відповідало за будівництво та утримання цвинтарів. Друга причина перенесення цвинтарів за міські мури полягала в тому, що церква зазвичай була розташована в центрі поселення, тож існував страх перед епідеміями, особливо під час Тридцятилітньої війни.
Термін «кампосанто» набув поширення лише у XIX столітті, але тоді ним позначали особливий тип будівель, побудованих за італійським зразком. Перший державний консерватор пам'яток у Пруссії, учень Шинкеля Фердинанд фон Кваст (1807—1877), взяв з цього приклад, коли з 1854 року облаштував кампосанто для членів своєї сім'ї за хорами свого маєтку і патронатної церкви в Раденслебені в тодішньому графстві Рупін, який зберігся донині.

## Кампосанто в Італії
- Болонья: Cimitero Monumentale della Certosa di Bologna, створений у 1801 році шляхом перетворення картезіанського монастиря
- Піза: Кампосанто Монументале, 1278—1283[1]
- Рим: Campo Santo Teutonico, 787[2][3]

## Капосанто в Австрії
- Зальцбург: Цвинтар Себестьяна, 1595—1600
- Штайр: Кладовище Табор, 1584 р

## Кампосанто в Польщі
- Єленя-Гура, Польща: Gnadenkirchhof, 1709

## Кампосанто в Німеччині
- Аахен: Westfriedhof, 1899—1905
- Буттштедт: Alter Friedhof, 1592
- Дрезден: Neuer Annenfriedhof, 1875
- Галле: Stadtgottesacker, 1594
- Ліндау: Alter Friedhof, 1516
- Айслебен: Kronenfriedhof, 1533
- Мюнхен: Alter Südfriedhof, 1819
- Мюнхен: Alter Nordfriedhof (München), 1866
- Пфорцгайм: Hauptfriedhof, 1914—1917
- Тайзендорф (Berchtesgadener Land): Friedhof bei der Pfarrkirche St. Andreas, 1815—1820
- Ванген-в-Алльгої: Alter Friedhof, 1521

## У художній літературі
- Посмертна збірка прози та літературознавчих статей В. Ґ. Зебальда називається «Кампо Санто»[4].